# Heinäjärvi (sjö i Lieksa, Norra Karelen)
Heinäjärvi är en sjö i kommunen Lieksa i landskapet Norra Karelen i Finland. Den är 14,3 meter djup. Arean är 39 hektar och strandlinjen är 4,66 kilometer lång. Sjön  ingår i Vuoksens huvudavrinningsområde.   Den ligger omkring 99 kilometer norr om Joensuu och omkring 460 kilometer nordöst om Helsingfors. 